# Trebež, Brežice
Trebež este o localitate din comuna Brežice, Slovenia, cu o populație de 283 de locuitori.